# 羊乗り競争

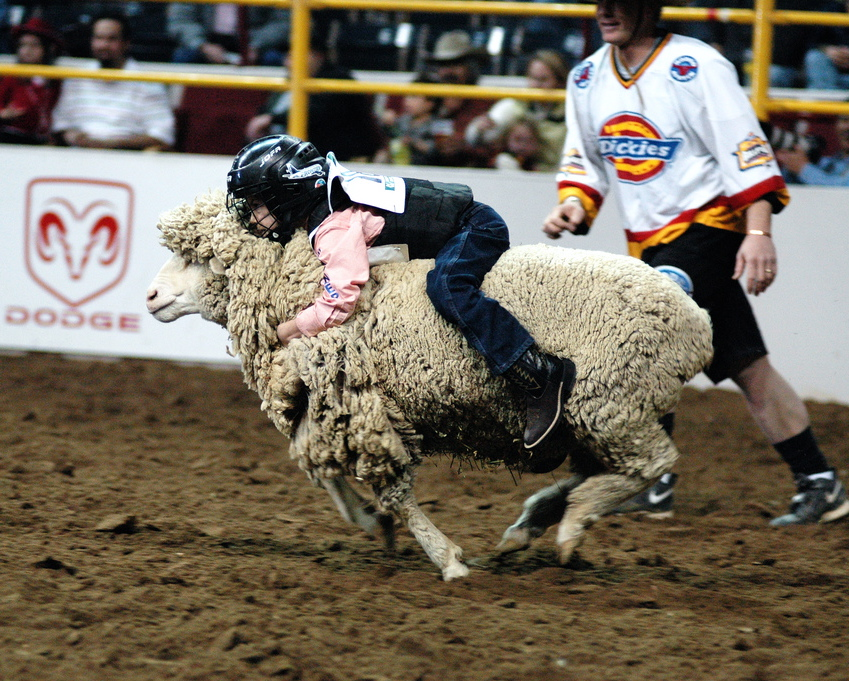
羊に飛び乗る子供

羊乗り競争  (ひつじのりきょうそう、英語: Mutton busting)とは、アメリカで行われる娯楽の1つ。
子どもたちがヒツジに飛び乗りその持続時間を競う、ロデオに似たアニマルスポーツである。

## 概要
正式に規定されたスポーツといったものではなく、全米を束ねる組織も存在しない、基本的に各地で行われる娯楽的なイベントの1つとして位置づけられている。
子供に飛び乗られた羊は暴れるため、大抵の子供は8秒も持たずに転落する。
それなりに危険を伴い、参加する場合はヘルメットなどをかぶり、また保護者は怪我などに対する免責の合意書へのサインを求められる場合が多い。

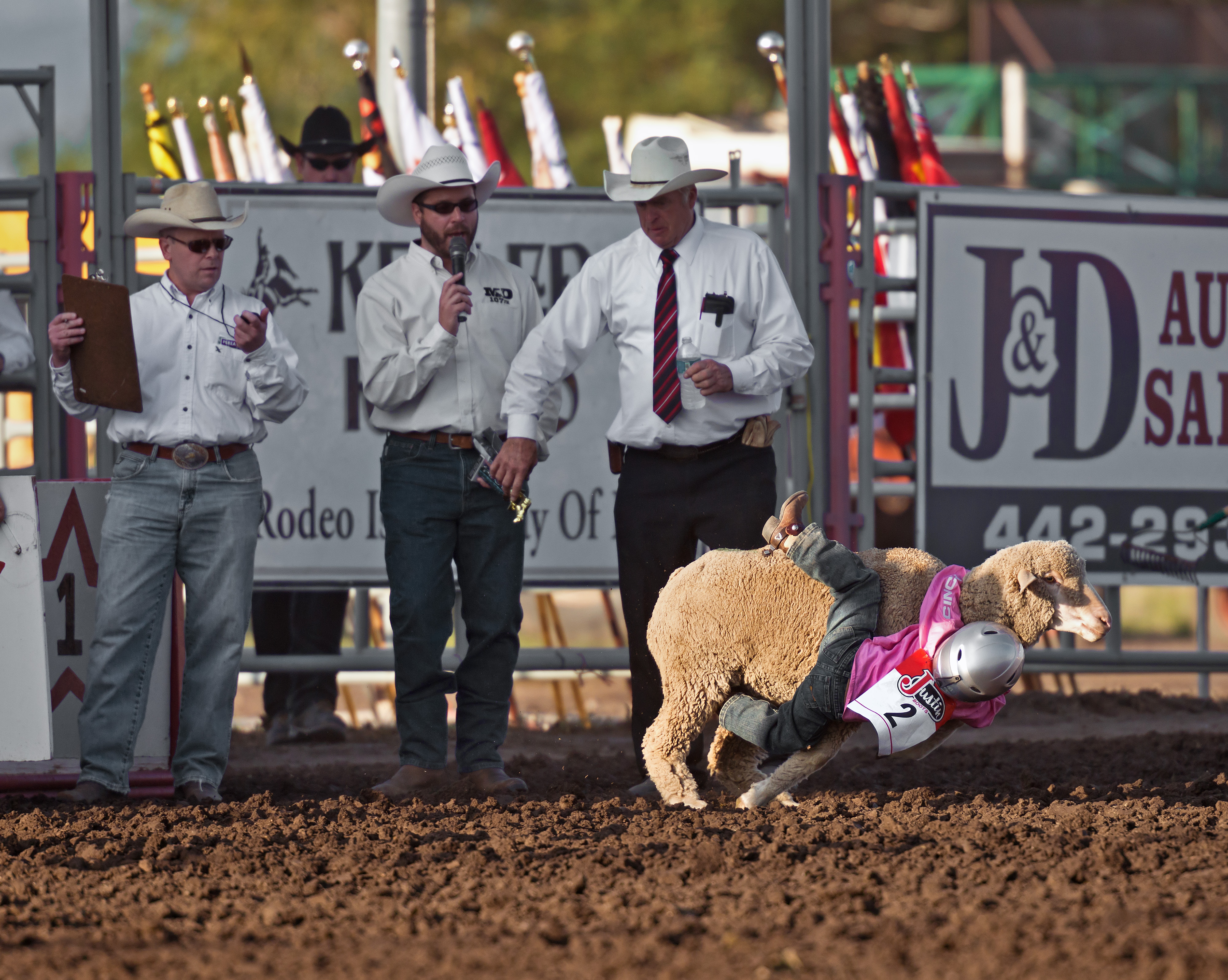
転げ落ちる子供

アメリカ動物虐待防止協会などの動物愛護団体は動物虐待であるとして反対しており、2012年にニューヨーク、2019年にカルフォルニアにおいて動物虐待として禁止された。